# Pago Veiano
Pago Veiano – miejscowość i gmina we Włoszech, w regionie Kampania, w prowincji Benewent.
Według danych na I 2009 gminę zamieszkiwały 2603 osoby przy gęstości zaludnienia 109,8 os./1 km².